# Un dolce da maestro
Un dolce da maestro è un programma televisivo italiano dove 7 cadetti del Campus Etoile Academy  di Rossano Boscolo a Tuscania,   che sono prossimi al diploma, si mettono in sfida per vincere un contratto di lavoro. Alla conduzione è stato scelto un campione dello sport come Massimiliano Rosolino,   trasmesso su LA7 dal 4 maggio 2019.

## Il programma
La dinamica del format prevede che gli studenti di giorno seguano le lezioni che li stanno formando per essere dei professionisti della pasticceria, mentre di notte si accende la sfida: due cadetti, uno eletto da loro stessi e uno dai 3 professori protagonisti del programma, si confrontano nella realizzazione di un dolce “da maestro”, ovvero un dolce capace di mettere alla prova le capacità che hanno acquisito. Ma la cosa più importante è che questo avverrà in cucine separate, svegliati a sorpresa in piena notte, senza sapere l’uno dell’altro. Nessuno degli studenti e nemmeno i professori sapranno chi è in gara, quando e con chi. Solo il conduttore e il pubblico sapranno tutto. I dolci infatti, dopo “il canto del gallo” saranno assaggiati “al buio” (ovvero senza conoscerne l’autore) dai professori. La votazione, nota solo al conduttore e ai telespettatori, darà vita ad una classifica che sarà resa nota ai protagonisti solo il giorno della consegna dei diplomi, quando tutto tornerà ad essere alla luce del sole. 
Ad affiancare Massimiliano Rosolino,   il padrone di casa Rossano Boscolo, e due professori dell’accademia Piero Ditrizio e Sara Torresi.

## Concorrenti
| Concorrente        | Stato   |
| ------------------ | ------- |
| Anna Matrone       | In gara |
| Emilia Maresca     | In gara |
| Carlotta Garofalo  | In gara |
| Federica Sacco     | In gara |
| Roberto Maturo     | In gara |
| Chiara Zanetti     | In gara |
| Giorgia Marinelli  | In gara |
| Laura Darini       | In gara |
| Francesca Pecoraro | In gara |
| Marta Pispero      | In gara |